# Kommunalvalget i Københavns Kommune 2017
Kommunalvalget i Københavns Kommune 2017 afholdes som del af Kommunal- og regionsrådsvalg 2017 tirsdag den 21. november 2017. Der skulle vælges 55 medlemmer af borgerrepræsentationen, og der kræves 28 mandater for at danne et flertal.
Socialdemokratiet har haft overborgmesterposten uafbrudt siden 1903
| Navn                                        | Parti                         |
| ------------------------------------------- | ----------------------------- |
| Frank Jensen (Overborgmester 2017-2020)     | Socialdemokratiet 15 mandater |
| Marcus Vesterager                           | Socialdemokratiet 15 mandater |
| Jesper Christensen                          | Socialdemokratiet 15 mandater |
| Jakob Hougaard                              | Socialdemokratiet 15 mandater |
| Susan Hedlund                               | Socialdemokratiet 15 mandater |
| Kasandra Behrndt-Eriksen                    | Socialdemokratiet 15 mandater |
| Sofie Seidenfaden                           | Socialdemokratiet 15 mandater |
| Laura Rosenvinge                            | Socialdemokratiet 15 mandater |
| Simon Strange                               | Socialdemokratiet 15 mandater |
| Andreas Keil                                | Socialdemokratiet 15 mandater |
| Trine Madsen                                | Socialdemokratiet 15 mandater |
| Niels E. Bjerrum                            | Socialdemokratiet 15 mandater |
| Lars Weiss (Fungerende Overborgmester 2020) | Socialdemokratiet 15 mandater |
| Jonas Bjørn Jensen                          | Socialdemokratiet 15 mandater |
| Simon Simonsen                              | Socialdemokratiet 15 mandater |
| Ninna Hedeager Olsen                        | Enhedslisten 11 mandater      |
| Ulrik Kohl                                  | Enhedslisten 11 mandater      |
| Charlotte Lund                              | Enhedslisten 11 mandater      |
| Rikke Lauritzen                             | Enhedslisten 11 mandater      |
| Gorm Anker Gunnarsen                        | Enhedslisten 11 mandater      |
| Gyda Heding                                 | Enhedslisten 11 mandater      |
| Karina Vestergård Madsen                    | Enhedslisten 11 mandater      |
| Hassan Nur Wardere                          | Enhedslisten 11 mandater      |
| Jens Kjær Christensen                       | Enhedslisten 11 mandater      |
| Knud Holt Nielsen                           | Enhedslisten 11 mandater      |
| Ali Hansen                                  | Enhedslisten 11 mandater      |
| Niko Grünfeld                               | Alternativet 6 mandater       |
| Badar Shah                                  | Alternativet 6 mandater       |
| Fanny Hermind Broholm                       | Alternativet 6 mandater       |
| Franciska Rosenkilde                        | Alternativet 6 mandater       |
| Maja Krog                                   | Alternativet 6 mandater       |
| Jakob Gorm                                  | Alternativet 6 mandater       |
| Mia Nyegaard                                | Radikale Venstre 5 mandater   |
| Mette Annelie Rasmussen                     | Radikale Venstre 5 mandater   |
| Karen Melchior                              | Radikale Venstre 5 mandater   |
| Tommy Petersen                              | Radikale Venstre 5 mandater   |
| Anna Mee Allerslev                          | Radikale Venstre 5 mandater   |
| Sisse Marie Welling                         | SF 5 mandater                 |
| Astrid Aller                                | SF 5 mandater                 |
| Klaus Mygind                                | SF 5 mandater                 |
| Annika Smith                                | SF 5 mandater                 |
| Maria Frej                                  | SF 5 mandater                 |
| Cecilia Lonning-Skovgaard                   | Venstre 5 mandater            |
| Marcus Knuth                                | Venstre 5 mandater            |
| Jens-Kristian Lütken                        | Venstre 5 mandater            |
| Flemming Steen Munch                        | Venstre 5 mandater            |
| Caroline Stage                              | Venstre 5 mandater            |
| Jacob Næsager                               | Konservative 3 mandater       |
| Helle Bonnesen                              | Konservative 3 mandater       |
| Line Ervolder                               | Konservative 3 mandater       |
| Carl Christian Ebbesen                      | Dansk Folkeparti 3 mandater   |
| Finn Rudaizky                               | Dansk Folkeparti 3 mandater   |
| Anna Hede Christensen                       | Dansk Folkeparti 3 mandater   |
| Alex Vanopslagh                             | Liberal Alliance 2 mandater   |
| Heidi Wang                                  | Liberal Alliance 2 mandater   |

| Navn                     | Skiftet fra       | Skiftet til  | Dato              |
| ------------------------ | ----------------- | ------------ | ----------------- |
| Marcus Knuth             | Venstre           | Konservative | 29. november 2019 |
| Niko Grünfeld            | Alternativet      | Løsgænger    | 28. februar 2020  |
| Karina Bergmann          | Liberal Alliance  | Konservative | 12. maj 2020      |
| Heidi Wang               | Liberal Alliance  | Venstre      | 25. maj 2020      |
| Kåre Traberg Smidt       | Alternativet      | Fremad       | 18. august 2020   |
| Niko Grünfeld            | Løsgænger         | Frie Grønne  | 7. september 2020 |
| Kåre Traberg Smidt       | Fremad            | Løsgænger    | 8. oktober 2020   |
| Kasandra Behrndt-Eriksen | Socialdemokratiet | Løsgænger    | 13. november 2020 |
| Peter Dits Christensen   | Venstre           | Løsgænger    | 22. januar 2021   |

| Dato               | Udtrådt                       | Indtrådt                  | Parti                  |
| ------------------ | ----------------------------- | ------------------------- | ---------------------- |
| 22. november 2017  | Anna Mee Allerslev            | Christopher Røhl Andersen | Radikale Venstre       |
| 11. august 2018    | Maja Krog                     | Kåre Traberg Smidt        | Alternativet           |
| 26. april 2019     | Ulrik Kohl                    | Zenia Nørregaard          | Enhedslisten           |
| 9. maj 2019        | Jakob Gorm                    | Kim Hjerrild              | Alternativet           |
| 29. maj 2019       | Karen Melchior                | Jes Vissing Tiedemann     | Radikale Venstre       |
| 5. juni 2019       | Alex Vanopslagh               | Karina Bergmann           | Liberal Alliance       |
| 3. juli 2020       | Rikke Lauritzen               | Sinem Demir               | Enhedslisten           |
| 13. december 2019  | Zenia Nørregaard              | Allan Mylius Thomsen      | Enhedslisten           |
| 13. december 2019  | Caroline Stage                | Karina Rohrberg Jessen    | Venstre                |
| 29. september 2020 | Marcus Knuth                  | Peter Dits Christensen    | Konservative / Venstre |
| 19. oktober 2020   | Frank Jensen (Overborgmester) | Rune Dybvad               | Socialdemokratiet      |
| 7. januar 2021     | Badar Shah                    | Troels Christian Jakobsen | Alternativet           |
| 5. februar 2021    | Karina Rohrberg Jessen        | Kristian Nielsen          | Venstre                |